# La mer au loin

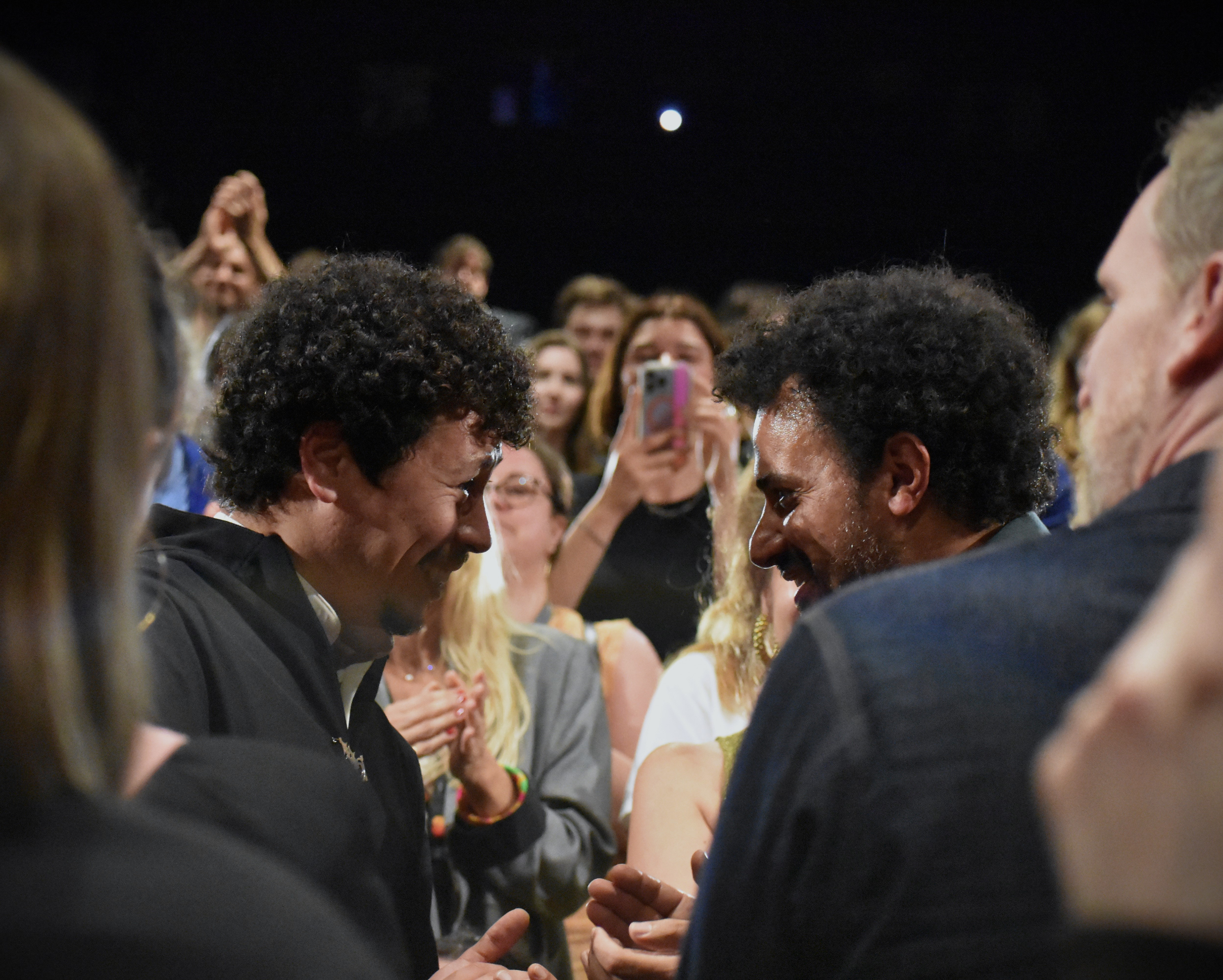
Saïd Hamich Benlarbi y Ayoub Gretaa en el estreno de La mer au loin en 2024

La mer au loin es una película dramática, dirigida por Saïd Hamich Benlarbi y estrenada en 2024.
Narrada como un tríptico en el que cada capítulo lleva el nombre de uno de los tres personajes principales, la película se centra en un triángulo amoroso que se desarrolla entre Nour (Ayoub Gretaa), un joven de Marruecos que llegó a Marsella como inmigrante ilegal en los años 1990; Serge (Grégoire Colin), un policía bisexual encubierto que se compadece de Nour y lo ayuda a conseguir una vida estable en lugar de arrestarlo o deportarlo; y Noémie (Anna Mouglalis), la esposa de Serge que inicia una relación extramatrimonial con Nour después de años de soportar en silencio que Serge la engañara con otros hombres.
El reparto también incluye a Omar Boulakirba, Rym Foglia, Sarah Henochsberg y Ali Mehdi Moulai en papeles secundarios.

## Producción
La película es una coproducción de empresas de Francia, Marruecos, Bélgica y Qatar.
Según Benlarbi, la película se inspiró indirectamente en su propia experiencia de mudarse a Francia desde su Marruecos natal en la infancia, y se centra en el tema de Nour encontrando un sentido de pertenencia en un tipo de familia poco convencional después de pasar por la experiencia de vivir en el exilio de su tierra natal. También destacó la importancia de la música raï para la película, señalando que los inmigrantes a menudo comparten000 la experiencia de mantener una profunda conexión emocional con la música nativa de sus antiguos países de origen.

## Distribución
La película se estrenó el 17 de mayo de 2024 en el programa de la Semana de la Crítica del Festival de Cine de Cannes de 2024, donde fue nominada a la Palma Queer.